# Suíça romanda

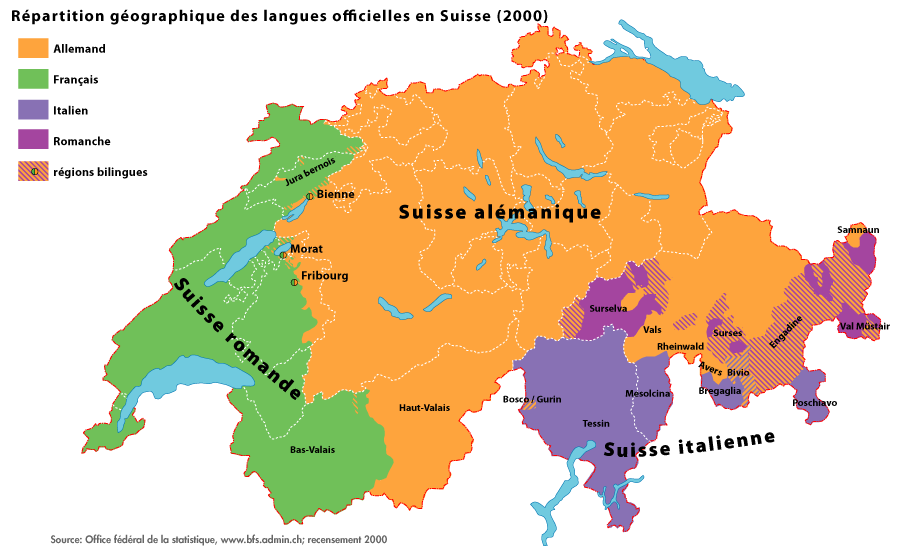
Em verde, a Suíça romanda

A Suíça romanda, Suíça romana, Romandia,  também chamada em francês de Suisse romande [sɥis ʁomɑ̃nd] ou Romandie [ʁomɑ̃di]; em alemão: Welschschweiz [ˡvelʃʃvaɪts]; em italiano Svizzera romanda [ˡsvitsːeɾa roˡmanda] ou Romandia [roman'dia], em romanche Svizra Romanda [ˡsvitsɾɐ roˡmandɐ]), é a parte francófona de Suíça. Compreende os cantões de Genebra, Vaud, Neuchâtel e Jura, assim como as zonas francófonas dos cantões de Berna, Valais e Friburgo. Cerca de 1,5 milhão de pessoas (20% da população Suíça) vive na Romandia.

## Variantes linguísticas
O francês suíço e o francês da França são a mesma língua com algumas diferenças lexicais. Por exemplo, como em outras regiões de fala francesa e na vizinha Alta Saboia, os francófonos suíços e os da bélgica usam septante (setenta) em lugar de soixante-dix (literalmente, "sessenta-dez") e nonante (noventa) em lugar de quatre-vingt-dix ("quatro-vinte-dez"). Em algumas partes da Romandia, também usam o octante ou huitante (oitenta) em lugar do seu homólogo em francês "da França",  quatre-vingt ("quatro-vinte").

## Romandia
O idioma franco-provençal era predominante na maior parte das zonas rurais desta região até o início do século XX. A área do alemão,diminuiu  alguns quilômentros em relação ao francês desde o início do século XIX; isso é notado nos cantões de Valais, deixando alguns enclaves muito isolados, principalmente no cantão do Jura.
O termo "Romandia" não existe formalmente no sistema político, mas utiliza-se para distinguir e unificar a população francófona de Suíça.
A emissora pública da Suíça a SSR tem um canal, a Télévision Suisse Romande (TSR) está destinada precisamente a esta população.

### Origem deromand
Segundo a versão francesa deste artigo:
o adjetivo romand é uma flexão segundo o modelo (em francês) de normand, flamand, allemand, onde o sufixo mand é a adaptação francesa  o mann germânico, « homem ». O Roman estando aplicado primeiro aos povos conquistados por Roma e depois às línguas por eles faladas, designando um grupo de línguas semelhantes e mais ou menos mutuamente inteligíveis faladas na Romania, e que vai ser a origem das línguas modernas como o francês, castelhano, italiano, português, etc. "

## Zonas linguísticas
As outras três zonas linguísticas são: a Suíça alemã, a Suíça italiana e a do Romanche.